# 最後のキス (Non Stop Rabbitの曲)
「最後のキス」（さいごのキス）は、Non Stop Rabbitの楽曲。メジャー1作目、通算5作目のデジタル配信限定シングルとしてポニーキャニオンより2021年2月19日に各音楽配信サービスにてリリースされた。

## 概要
前作『明るい歌』以来約6ヶ月ぶりの配信リリースとなり、メジャーデビュー後初の配信シングルリリースである。
ドラマ『ももいろ あんずいろ さくらいろ』の主題歌に起用されたことに伴い、メジャーデビューアルバム『爆誕 -BAKUTAN-』からシングルカットされリリースされた。

## ミュージック・ビデオ
最後のキス TV ver.
ドラマ『ももいろ あんずいろ さくらいろ』の放送開始当日、YouTubeにTVバージョンとしてミュージックビデオが公開された。映像は『ももいろ あんずいろ さくらいろ』の原作の漫画イラストで構成されている。

## 収録内容
| #         | タイトル       | 作詞・作曲 | 編曲           | 時間 |
| --------- | -------------- | ---------- | -------------- | ---- |
| 1.        | 「最後のキス」 | 田口達也   | 鈴木Daichi秀行 | 5:07 |
| 合計時間: | 合計時間:      | 合計時間:  | 合計時間:      | 5:07 |

## タイアップ
最後のキス
ドラマ+『ももいろ あんずいろ さくらいろ』主題歌

## テレビ出演
| 番組名                                              | 日付          | 放送局         | 演奏曲       |
| --------------------------------------------------- | ------------- | -------------- | ------------ |
| しおこうじ玉井詩織×坂崎幸之助のお台場フォーク村NEXT | 2021年3月17日 | フジテレビNEXT | 推しが尊いわ |
| しおこうじ玉井詩織×坂崎幸之助のお台場フォーク村NEXT | 2021年3月17日 | フジテレビNEXT | 最後のキス   |